# ケプラー90g
ケプラー90g(英語:Kepler-90g)とは地球からりゅう座の方向に約2500光年離れたところにある太陽よりやや大きい恒星、ケプラー90を公転している8つの太陽系外惑星の内のひとつである。その質量と半径からケプラー90gは巨大ガス惑星とされている。
| 木星 | ケプラー90g |
| ---- | ----------- |
| 木星 | Exoplanet   |